# Syndrome de Wernicke-Korsakoff
Pour les articles homonymes, voir Korsakoff.
 Mise en garde médicale
Le Syndrome de Wernicke-Korsakoff est une combinaison du syndrome de Korsakoff, qui rassemble une atteinte de la mémoire antérograde (perte de la mémoire à court terme), une confusion, une aphonie (mutisme) et une affabulation, et de l'encéphalopathie de Wernicke dont les symptômes sont une paralysie des yeux, un nystagmus (tremblement incontrôlable des yeux), un coma et, si le patient n'est pas traité, la mort.

## Histoire
Alors que la maladie de Wernicke fut initialement décrite en 1881 par un neuropsychiatre allemand et la « psychose » de Korsakoff par un russe en 1889,, l'hypothèse d'une cause unique aux deux fut émise en 1897 par Muravieff (en russe : Муравьёв).
La cause précise ne fut identifiée que durant les années 1930, quand l'avitaminose fut évoquée pour la première fois par Bender et Schilder, et liée à un déficit en thiamine (vitamine B1) par Prickett en 1934 et Alexander en 1940,.

## Causes
Cet état résulte d'une carence aiguë en thiamine (vitamine B1), à laquelle s'ajoute une carence chronique. La thiamine participe au métabolisme du glucose, et toute activité qui demande la métabolisation du glucose sans fournir de thiamine peut entraîner un syndrome de Wernicke-Korsakoff. On retrouve cette pathologie principalement chez les alcooliques chroniques et mal nourris,. Au niveau du cerveau, les corps mamillaires sont atteints.

Vue 3D des corps mamillaires (en rouge).

## Diagnostic
On peut confirmer le diagnostic par une analyse sanguine du taux de thiamine. Le traitement le plus courant consiste à injecter de la thiamine par intraveineuse ou intramusculaire pour ralentir la maladie, puis un traitement à long terme, à base de pastilles orales, pour le rétablissement.

### Encéphalopathie de Wernicke
Les symptômes sont d'apparition aigüe. L'encéphalopathie de Gayet Wernicke débute souvent par des troubles oculomoteurs (nystagmus), paralysies des yeux (ophtalmoplégie) avec diplopie qui sont caractéristiques. On observe aussi fréquemment une impossibilité pour le malade de déglutir, des troubles de la coordination motrice (ataxie), une confusion, une somnolence et une perte de la mémoire à court terme.
La triade classique est la confusion, l'ophtalmoplégie (paralysie oculomotrice) et ataxie (manque de coordination), cependant l'association de ces troubles n'est retrouvée que dans 10 % des cas.

### Syndrome de Korsakoff
Les symptômes majeurs du syndrome de Korsakoff sont :
- une amnésie antérograde ;
- une désorientation temporo-spatiale c'est-à-dire une incapacité de se repérer par rapport au temps et à l’espace. En général, la désorientation temporelle précède la désorientation spatiale[10] ;
- une difficulté à la restructuration perceptive (insight) ;
- une anosognosie (méconnaissance/déni de la pathologie) ;
- une amnésie rétrograde des dernières années de sa vie (l'individu ne se souvient plus de son passé -mais a tendance à se souvenir de son passé lointain- et ne peut plus acquérir de nouvelles informations en mémoire à long terme) ;
- la répétition immédiate est conservée ;
- fabulations et fausses reconnaissances ;
- des persévérations (radotage) ;
- une apathie et un émoussement émotionnel.
- ataxie
- dysarthrie
- troubles psychotiques

Dans les cas les plus typiques, il n'y a pas d'autres troubles cognitifs. Cependant, une altération des fonctions exécutives est fréquente avec une diminution des performances globales.